# Самозарядна зброя

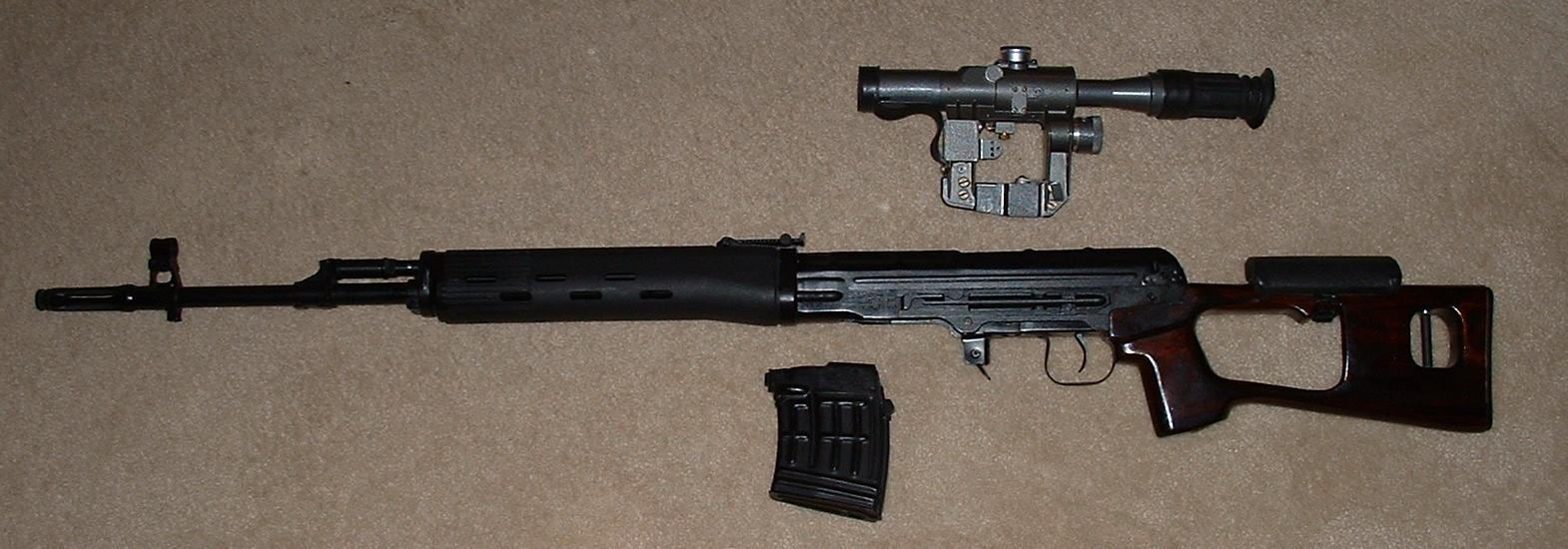
Самозарядна снайперська гвинтівка Драгунова (СВД).

Самозарядна зброя, напівавтоматична зброя — автоматична зброя, спусковий механізм якої дозволяє вести тільки одиночну стрільбу.
Зазвичай процес охоплює видалення пустої гільзи, зведення ударного механізму і досилання нового набою у камору. Це дуже схоже на автоматику кулеметів або автоматів, але у самозарядній зброї не відбувається автоматичний постріл, стрілець повинен відпустити і знов натиснути на спусковий гачок. Тобто за одне натискання на спусковий гачок відбувається один постріл.
Як і автоматична зброя, самозарядна зброя відрізняється від інших видів зброї, наприклад револьверів одинарної і подвійної дії, помпових рушниць, гвинтівок з ковзним затвором або гвинтівок важільної дії, тим що не потребує після кожного пострілу докладання зусиль на перезаряджання. Наприклад, для того щоб вистрілити 10 набоїв з самозарядної гвинтівки достатньо зарядити перший набій і натиснути десять разів на спусковий гачок. Для інших видів зброї потрібно щоразу повторювати весь процес заряджання-розряджання. У той час як у автоматичній зброї вогонь буде вестися до тих пір поки стрілець не відпустить спусковий гачок або не закінчаться набої у магазині.
Першою самозарядною гвинтівкою вважається гвинтівка Мондрагона.

## Початкова історія (1885–1945)

### Рання самозарядна зброя

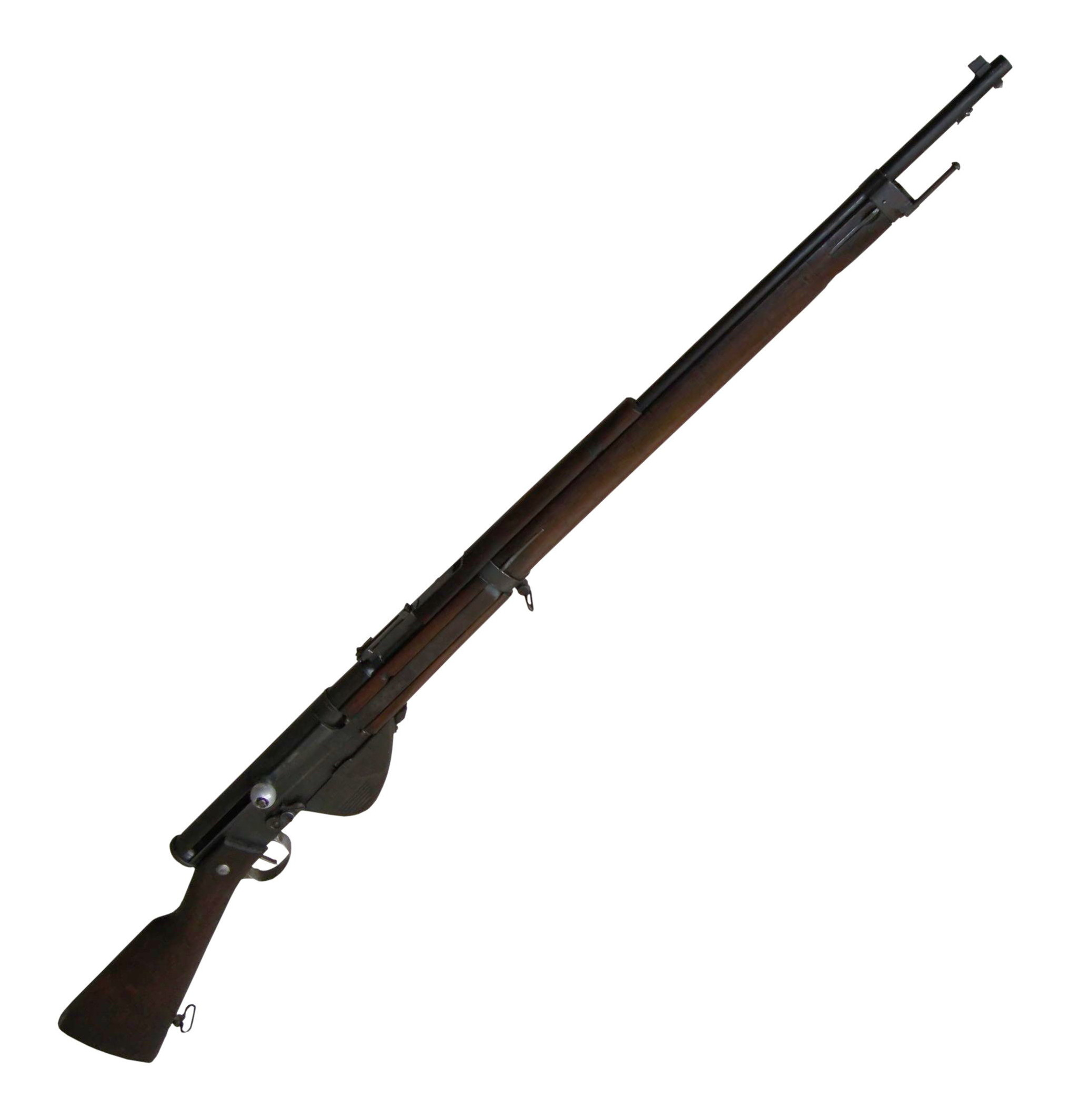
Самозарядна гвинтівка Fusil Automatique Modele 1917.

Перша успішна конструкція самозарядної гвинтівки належить німецькому зброяру Фердинанду Ріттер фон Манілхеру який винайшов її у 1885. За Моделлю 85 з'явилися не менш інноваційні Моделі 91, 93 та 95. Також Манліхер відомий за створення ковзних затворів, також він створював самозарядні пістолети, в тому числі Штейр-Манліхер М1894, який мав незвичайну дію автоматики - рухомий вперед ствол і мав боєзапас на п'ять набоїв калібру 6,5 мм у обоймі.

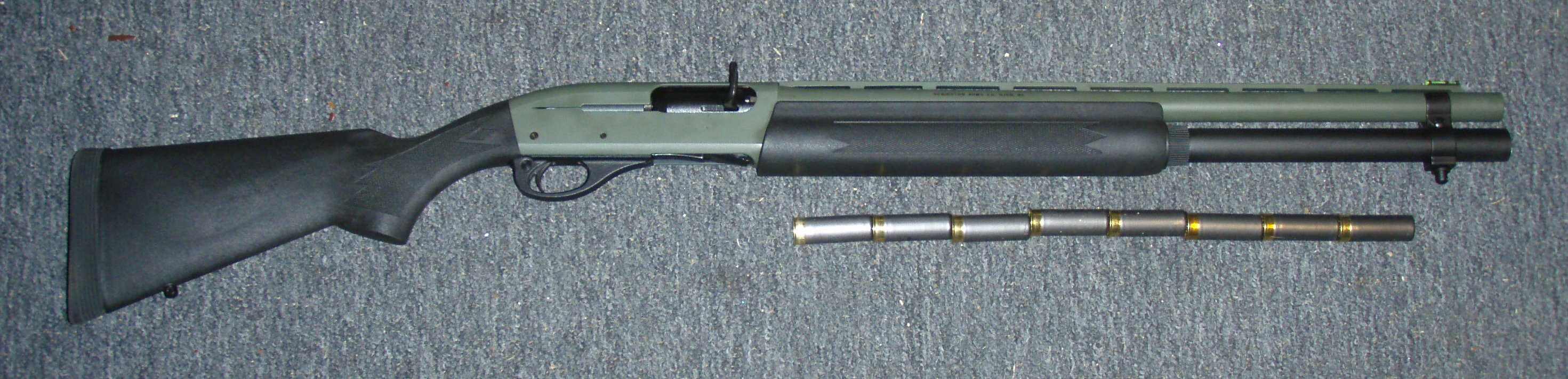
Remington 1100 Тактична рушниця на 12 набоїв – приклад напівавтоматичної рушниці

Через кілька років, американський зброяр Джон Мозес Браунінг створив перший самозарядний дробовик, Browning Auto-5, який вперше випустила 1902 року бельгійська компанія Fabrique Nationale d’Herstal і який продавався у Америці під ім'ям Браунінга. Робота механізмів Auto-5 основана на довгій віддачі ствола; така конструкція залишалася популярною для дробовиків протягом 50 років. Виробництво Auto-5 було припинено у 1999.
У 1903 і 1905, Winchester Repeating Arms Company представила самозарядні гвинтівки під набої кільцевого та центрального запалення, які були спеціально створені для цивільного ринку. Для роботи автоматики у гвинтівках Winchester Model 1903 та Winchester Model 1905 було використано принцип вільного затвора. Розроблена виключно Т. С. Джонсоном, Model 1903 домоглася комерційного успіху і вироблялася до 1932 коли її замінила гвинтівка Winchester Model 63.
На початку 20 століття деякі конструктори представили свої гвинтівки під спортивні набої .22, в тому числі Winchester, Remington, Fabrique Nationale та Savage Arms, усі використовували принцип вільного затвора. Winchester представив самозарядну спортивну гвинтівку середнього калібру, Model 1907 була оновленою версією Model 1905, яка використовувала вільний затвор, калібру .351 Winchester. Обидві моделі 1905 та 1907 у обмеженій кількості використовували у армії і поліції.
У 1906 Remington Arms представила спортивну гвинтівку, що згодом отримала назву Model 8. Це була гвинтівка з закритим затвором і довгою віддачею, розроблена Джоном Браунінгом. Гвинтівку представляли у калібрах .25, .30, .32 та .35. Вона отримала популярність серед цивільного населення, а також деяких співробітників правоохоронних органів, які гідно оцінили поєднання напівавтоматичної дії і потужних набоїв. Model 81 замінила Model 8 у 1936. Вона мала калібр .300 Savage .

### Військові самозарядні гвинтівки

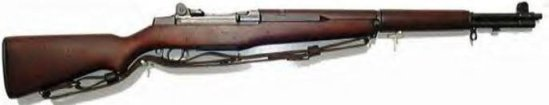
Самозарядна гвинтівка M1 Garand.

Першою військовою самозарядною гвинтівкою стала французька Fusil Automatique Modele 1917. Автоматика працювала за рахунок газовідведення закритого затвора і за принципом роботи була схожа на майбутню американську гвинтівку M1 Garand. Гвинтівка M1917 з'явилася наприкінці Першої світової війни, але була прийнята прохолодно. Її коротша і покращена версія, Model 1918, широко використовувалася під час іспано-франко-марокканської війни з 1920 по 1926. До 1936 року основною гвинтівкою французької армії залишалася гвинтівка Лебеля М1886 з ковзним затвором і була замінена на гвинтівку MAS-36, не дивлячись на те, що у період з 1918 по 1935 було створено велику кількість самозарядних гвинтівок.

У Великій Британії, у міжвоєнний період, проходили експерименти на створення самозарядної гвинтівки для заміни старої гвинтівки Lee–Enfield, з ручним заряджанням, під патрон меншого калібру, але через початок Другої світової війни ці роботи довелося відкласти плани заміни кожної гвинтівки на нову, замість цього акцент було переміщено на переоснащення армії існуючою зброєю. У Німеччині і Радянському Союзі випускали велику кількість самозарядних гвинтівок, але все ж таки не достатню для заміни стандартних гвинтівок.

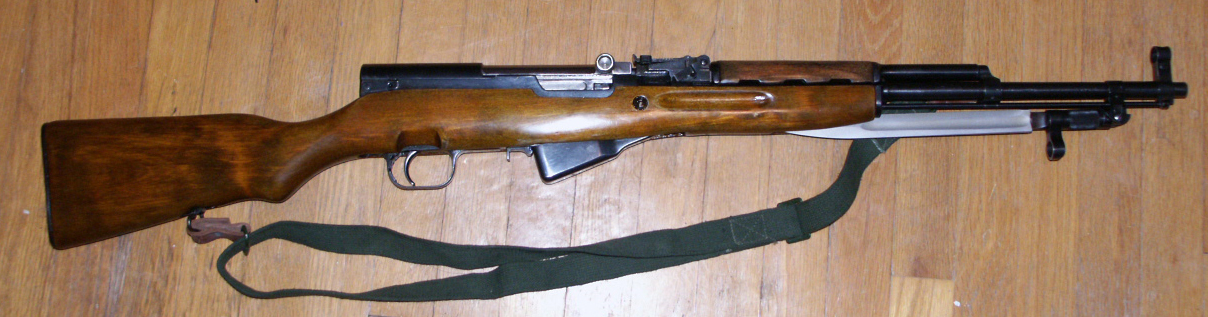
Радянська самозарядна гвинтівка СКС-45

У 1937 американська гвинтівка M1 Garand стала першою самозарядною гвинтівкою яка повністю замінила стандартну гвинтівку у збройних силах. Гвинтівка M1 Garand працювала за рахунок відведення газів і була створена канадійцем Джоном Гарандом для американського уряду на Спрингфілдському арсеналі у Спрингфілді, Массачусетс. Після років пошуків та випробувань виробництво M1 Garand було розпочато у 1937. Під час Другої світової війни гвинтівка M1 Garand дала перевагу американським піхотинцям на ворогом, який зазвичай використовував стандартні гвинтівки.
Радянські гвинтівки АВС-36, СВТ-36 та СВТ-40, а також німецька Gewehr 43, були самозарядними гвинтівка з газовідведенням випущені під час Другої світової війни у малій кількості. Вони не змогли замінити стандартні піхотні гвинтівки.
Іншою самозарядною гвинтівкою яка з'явилася після закінчення війни став самозарядний карабін Симонова. Створений С.Г. Симоновим у 1945, він мав невід'ємний багнет і мав магазин на 10 набоїв. СКС-45 було швидко витіснено автоматом АК-47. Він став першою зброєю яка широко використовувала набій 7,62×39 мм.

## Типи

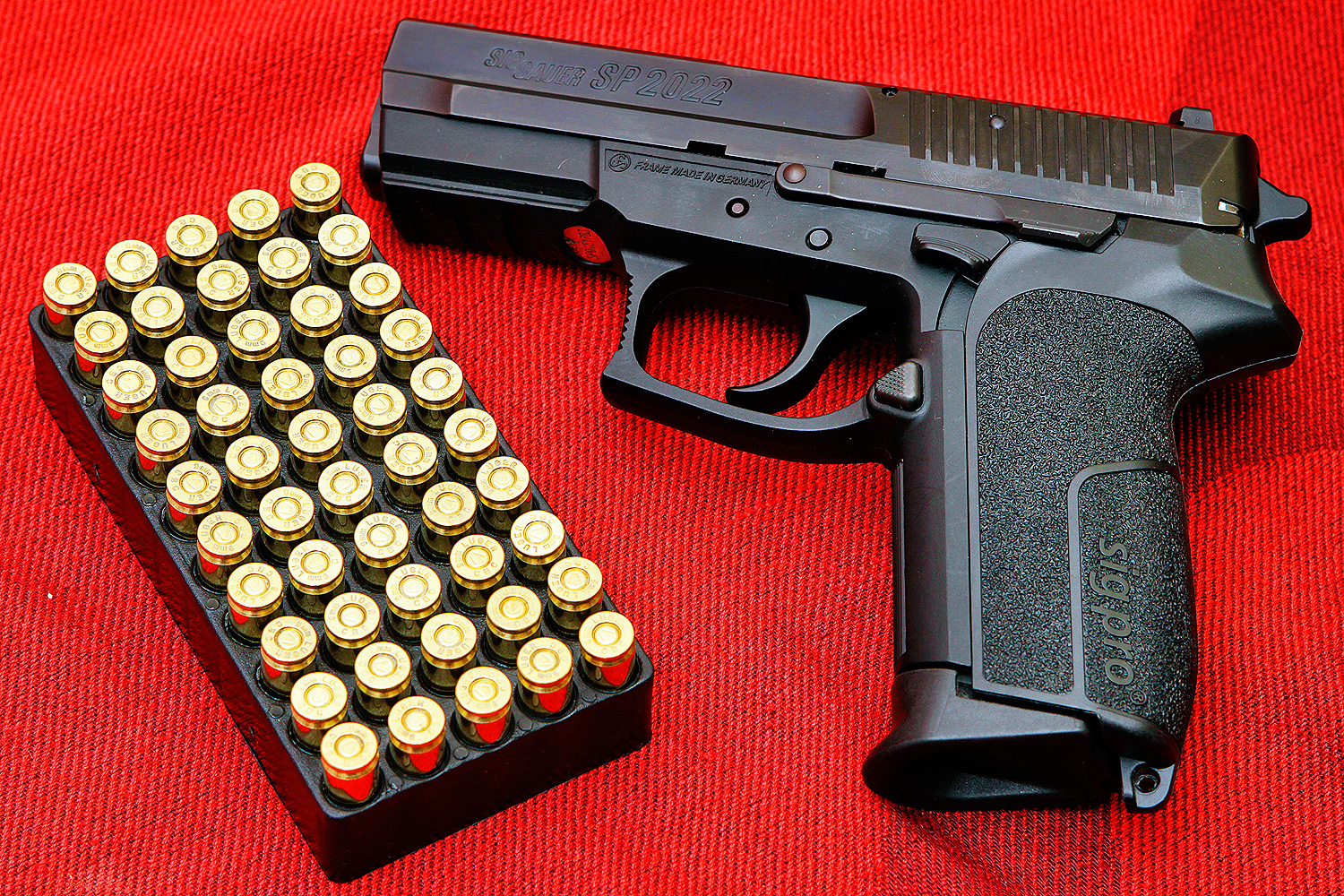
Півавтоматичний пістолет SIG Pro

Існують самозарядні пістолети, гвинтівки та дробовики, крім того, на деяких видах автоматичної зброї передбачено перевідник вогню, що допомагає перемкнути її у режим самозарядної. Гвинтівка M14, Спрингфілдського арсеналу, була стандартною американською гвинтівкою з перемикачем вогню протягом 11 років (1957—1968).
Самозарядна зброя належить до зброї, яка використовує силу віддачі або газовідведення для екстракції порожньої гільзі і заряджання нового набою у камору і яка для здійснення наступного пострілу потребує відпустити і натиснути на спусковий гачок. Револьвер подвійної дії також для здійснення пострілу потребує лише натискання на спусковий гачок, але його не можна назвати напівавтоматичним через те, що стрільцю доводиться докладати зусиль для натискання спускового гачка через обертовий барабан, а не використовувати силу віддачі.

## Порівняння автоматичної і напівавтоматичної зброї

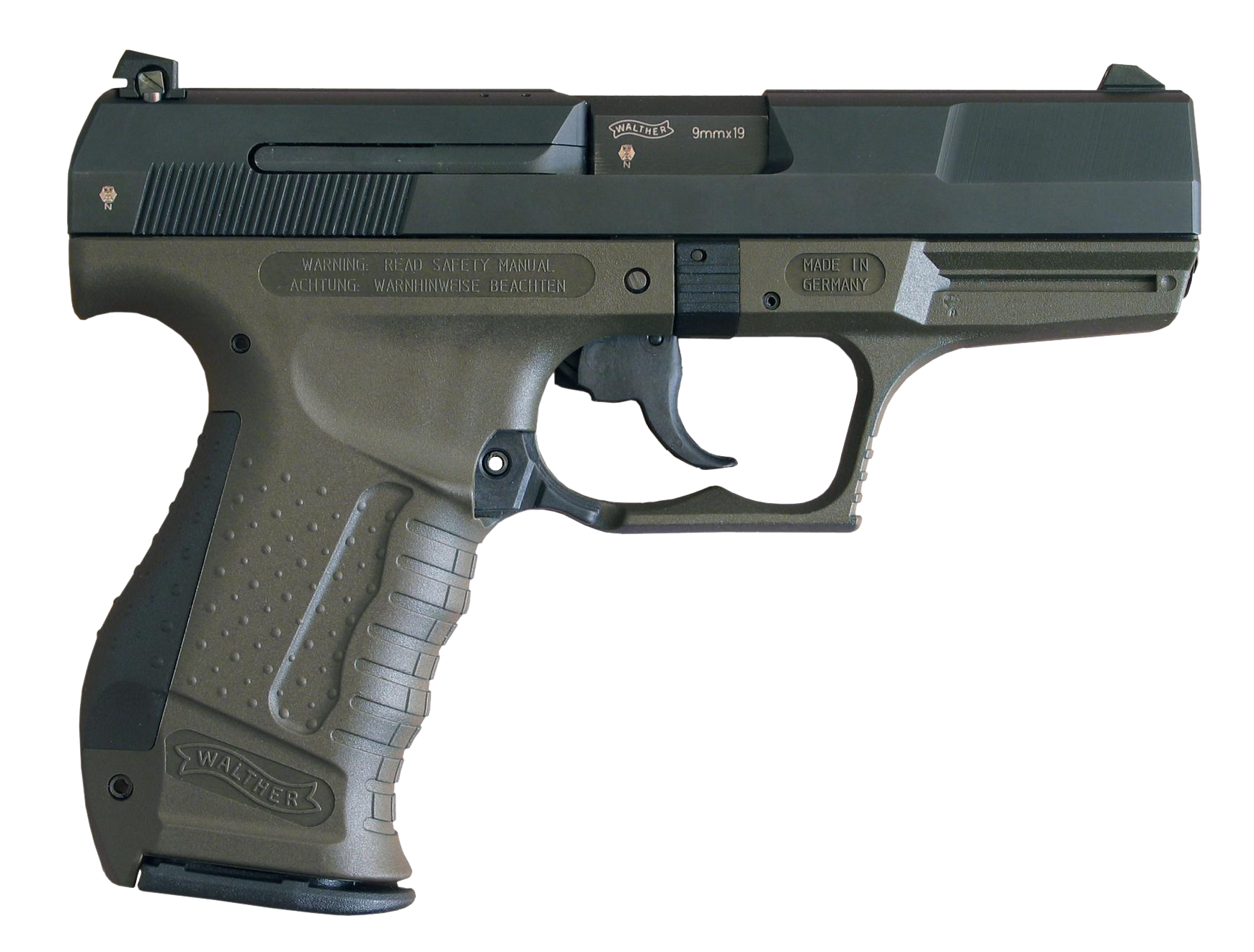
Walther P99 напівавтоматичний пістолет 1990-х

Використання терміна автоматичний може варіюватися залежно від контексту. Фахівці зі зброї відзначають, що слово автоматичний, яке означає повністю автоматичний вогонь, неправильно використовують для позначення самозарядної, напівавтоматичної вогнепальної зброї, яка не здатна вести повністю автоматичний вогонь. У такому випадку термін автоматичний відноситься лише до роботи автоматики, а не ведення вогню.

## Автозаряджання
У самозарядній зброї зазвичай використовують системи з закритим затвором. Для здійснення першого пострілу у таких системах спершу необхідно дослати набій у камору. При натисканні спускового гачка рухається лише ударник, який завдає удару по капсулю. Далі затвор відходить завдяки віддачі назад, викидає порожню гільзу і заряджає новий набій із магазина в камору і готовий для наступного пострілу.
Системи з відкритим затвором зазвичай є повністю автоматичними. Після натискання на спусковий гачок затвор починає рухатися вперед, підхоплює набій із магазина, досилає його у камору і здійснює постріл. Затвор рухається назад, готовий підхопити новий набій із магазина. Такі затвори використовують зазвичай у пістолетах-кулеметах та іншій швидкострільній зброї. Вони рідко використовують у самозарядній зброї. Зброя з закритим затвором зазвичай точніша.
У зброї з вільним затвором відбувається краще охолодження; у самозарядній зброї використовують закритий затвор коли перегрів не є критичним, а надається перевага точності. У деякій військовій зброї з перемикачем вогню використовують відкритий затвор у повністю автоматичному режимі і закритий затвор у самозарядному режимі.

## Приклади
- Colt M1911
- Пістолет Borchardt C-93
- Снайперська гвинтівка Драгунова
- FN FAL
- Fusil Automatique Modele 1917
- Gewehr 43
- Парабелум
- M1 Garand
- Гвинтівка MAS-49
- Гвинтівка Мондрагона
- Гвинтівка Meunier
- Самозарядна гвинтівка Токарєва
- Самозарядний карабін Симонова